# Chris Koerts
Chris Koerts (Leiden, 10 december 1947 – Le Chalard, Frankrijk, 10 november 2022) was een Nederlandse gitarist, componist en producer en lid van de Haagse popgroep Earth and Fire.

## Loopbaan
Koerts begon op veertienjarige leeftijd met zijn tweelingbroer Gerard een duo met de naam The Singing Twins. Met verschillende musici en via The Swinging Strings en Opus Gainfull evolueerde het gezelschap uiteindelijk tot Earth & Fire. Seasons, de eerste hit, was geschreven door George Kooymans. Daarna werden de broers de drijvende kracht achter de groep, ze schreven alle nummers, waaronder het succesrijke Weekend. In 1979 verliet Koerts de band om musicologie te gaan studeren. Met broer Gerard en Marcel van der Lans nam hij in diens ML sound recording Studio in Den Haag de CD Frames op. Deze werd onder de naam "Earth and Fire Orchestra" uitgebracht, net als Escape.
Koerts overleed in zijn huis in Frankrijk op 10 november 2022 op 74-jarige leeftijd.
Zijn broer Gerard overleed in 2019.

## Publicatie
- Fred & Dick Hermsen: Earth and Fire - De biografie 1969-1983. Rijswijk, Eburon, 2006. ISBN 9789059721289